# Fur Traders Descending the Missouri
Fur Traders Descending the Missouri (Dansk: Pelshandlere på vej ned ad Missouri) er malet i 1845 af den amerikanske maler George Caleb Bingham (1811-1879) og er hans bedst kendte værk.
Billedet afbilder en pelshandler og hans søn, der rejser på Missouri-floden, og det refererer til handel, kolonisering, USA's nord-syd-akse (floderne Missouri og Mississippi) – og spørgsmålet om race. Pelsjægere og -handlere giftede sig ofte med kvinder fra Amerikas oprindelige folk. Maleriet hed oprindeligt "Fransk pelshandler, halvblodssøn" og refererede til drengens afstamning med en fransk far og en indfødt amerikansk mor. Imidlertid opfattede den amerikanske kunstunion (American Art Union) titlen som kontroversiel og ændrede den, da maleriet blev udstillet første gang. Dyret på båden er blevet opfattet som en kat, hund, bjørneunge eller ræv, men betragtes generelt som en bjørneunge.